# Barreiro (Mellid)
Barreiro o San Mamed de Barreiro (llamada oficialmente San Mamede do Barreiro) es una parroquia del municipio de Mellid, en la provincia de La Coruña, Galicia, España.

## Entidades de población
Entidades de población que forman parte de la parroquia:
- Barreiro de Abaixo (O Barreiro de Abaixo)
- Barreiro de Arriba (O Barreiro de Arriba)
- Castelo
- Mato (O Mato)
- Parabispo
- Raído (O Raído)
- Riocobo (Riocovo)

## Demografía
| Gráfica de evolución demográfica de Barreiro entre 2000 y 2018 |
|                                                                |
| Población de derecho según el padrón municipal del INE         |